# Золотая вольность

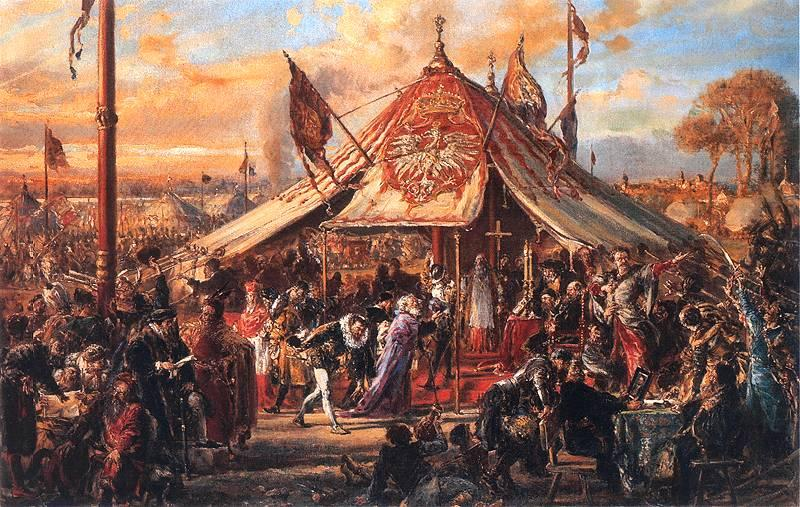
Выборы короля в 1573 году. Картина Яна Матейко

Золота́я во́льность (лат. Aurea Libertas; пол. Złota Wolność, лит. Auksinė laisvė, бел. Залатая вольнасць) — одно из явлений политической системы Королевства Польского и позже, после Люблинской унии 1569 года, Речи Посполитой, известной как шляхетская демократия. В этой системе вся знать (шляхта) обладала равными и обширными правами и привилегиями. Шляхтичи заседали в законодательном органе — сейме и выбирали короля.
Золотая вольность была уникальным явлением в век абсолютизма в Европе. В результате злоупотреблений золотой вольностью и правом liberum veto центральная власть в Речи Посполитой ослабла, что позволило её соседям (России, Австрии и Пруссии) парализовать государство и произвести три раздела Речи Посполитой.

## Возникновение и суть
Уникальное в Европе государственное устройство Речи Посполитой основывалось на удержании власти в руках знатного класса шляхта над остальными сословиями и монархией. Этот класс успел добиться целого ряда привилегий (заложенных Nihil novi в 1505 году, Генриковыми артикулами в 1573 и различными Pacta conventa), от которых монарх не смог бы избавиться. Содружество имело парламент под названием Сейм, Сенат и избираемого короля, который обязывался уважать права и привилегии сословий.
Власть короля была существенно ограничена, в момент избрания он подтверждал Генриковы артикулы, являвшиеся основой местного политического устройства (и включавшие беспрецедентные гарантии религиозной терпимости). Позже этот документ был объединён с pacta conventa, конкретным обязательствами, принимаемыми избранным королём. С этого момента, правитель становился партнёром знати и управляемой последними группой сенаторов. Эта доктрина имела древние республиканские корни со времён античности, которые потом выразились в формате выборной монархии.
Основными характеристиками политической системы содружества Польши и Литвы были:
- Выборы короля всеми дворянами, известные как пол. wolna elekcja — «свободные выборы»;
- Сейм — парламент, который государь был обязан созывать каждые два года;
- Pacta conventa, «всеобщие соглашения» — заключались с избранным королём, включали в себя свод прав, подтверждённых со времён генриковых артикулов;
- Рокош — право шляхты на законное восстание против короля, нарушившего гарантированные свободы;
- Религиозная терпимость, гарантированная Варшавской конфедерацией 1573 года,[2]
- liberum veto — право голосом одного участника сейма отменить решение, принятое большинством;
- конфедерация — право создавать организации для борьбы за политические цели.

Сама политическая система Речи Посполитой являла собой смесь следующих государственных устройств:
- конфедерация и федерация, с широкой автономией регионов;
- олигархия,[3] в которой только мужская шляхта (15 % населения) имела политические права;
- демократия, ибо шляхта имела равные права и привилегии, а Сейм мог отменять решения короля по любому вопросу внутренней и внешней политики;
- выборная монархия;
- конституционная монархия, так как власть государя была ограничена pacta conventa и другими законами.

## Оценки
«Золотая вольность» была уникальной и противоречивой особенностью политического устройства Речи Посполитой. В то время как в Европе укреплялся абсолютизм королевской власти, централизация, религиозные и династические войны, в Речи Посполитой уживались сильная аристократия и слабый король, а местное население жило в условиях децентрализации и религиозной терпимости. Обычно сейм ветировал решения короля объявить войну, что является важной частью концепции теории демократического мира. Подобная система государственного устройства являлась предшественником современных представлений о демократии и конституционной монархии, а также федерации. Представители шляхты имели право на сопротивление, социальный контракт, свободу личности, принцип управления на основе согласия, самостоятельность ― все эти признаки существуют в концепции современной либеральной демократии. Как либеральные демократы XIX—XX веков, польская знать была обеспокоена силой государственного аппарата. Польская аристократия была резко против концепции авторитарной власти.

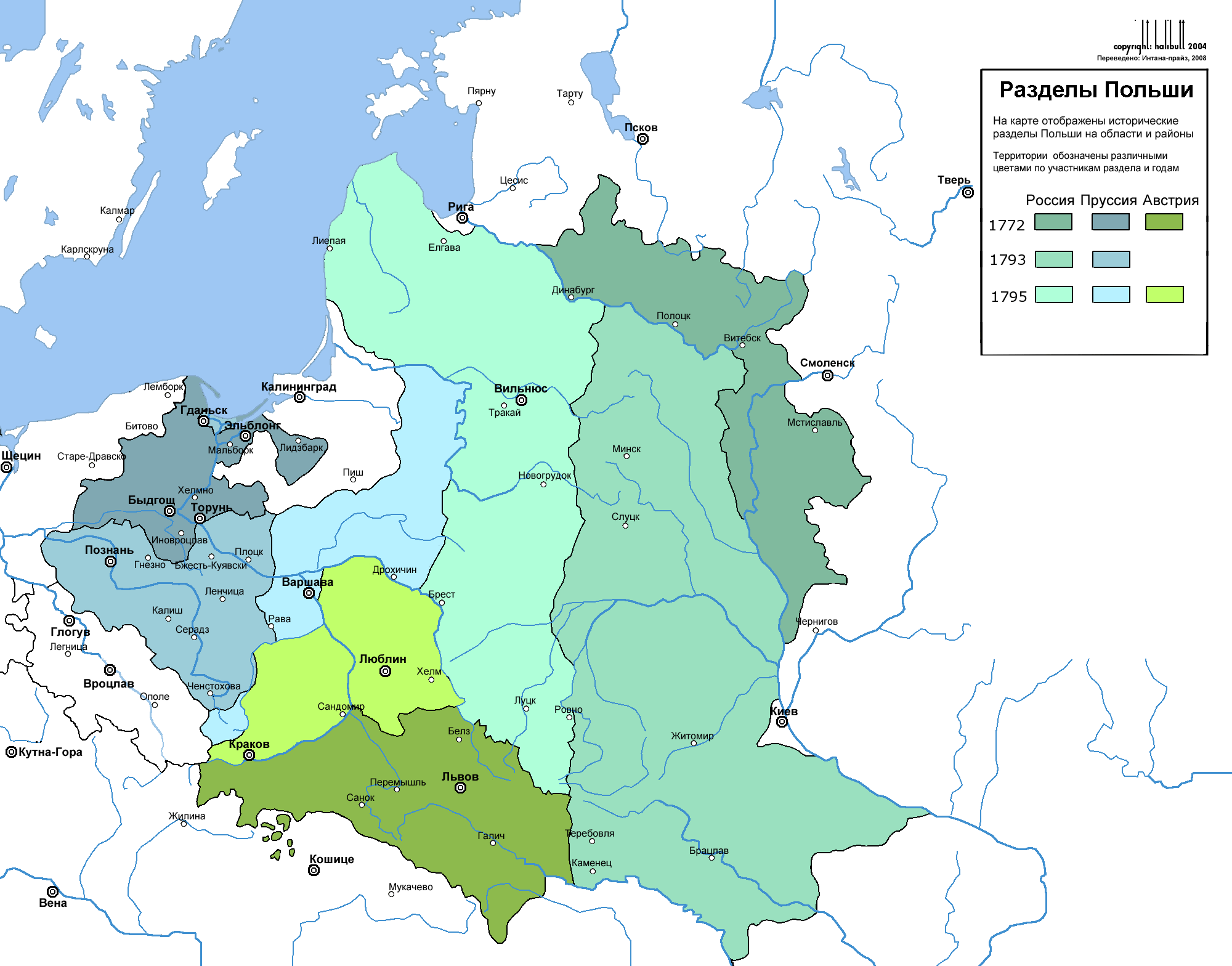
Три раздела Речи Посполитой с 1772 по 1795 год

Вместе с тем Золотую вольность, критиковали из-за её элитарного характера, делавшего её недоступной для крестьян и горожан и не позволявшего дать гарантии свободы и независимости для большей части населения, что делало их лёгкой целью беспредела аристократии из-за слабого развития городов и крепостного права. Речь Посполитую называли Раем для знати, иногда ― Раем для евреев, но также Чистилищем для городских бюргеров и Адом для крестьян. Даже среди шляхты Золотую вольность ругали из-за усиления роли магнатов. Однако нужно отметить, что кроме первого термина, оставшиеся были придуманы задним числом немецким писателем XX века Альфредом Дёблиным. 
Золотую вольность также называли ответственной за «гражданские войны и вторжения, национальную слабость, нерешительность и бедность духа». Не сумев эволюционировать в абсолютизм и национальную монархию, Содружество постепенно двигалось к состоянию анархии из-за права вето и других злоупотреблений. Сама шляхта не видела существующих проблем, отказываясь платить налоги для создания сильной и современной государственной армии, а власть магнатов быстро стала использоваться иностранными державами для паралича политической системы Речи Посполитой. Страна демонстрировала отставание от своих более милитаризованных и бюрократизированных соседей, для которых вскоре стала лакомой целью. В итоге, территория Речи Посполитой была разделена между Австрией, Пруссией и Россией в конце XVIII века.
Схожая с этой политическая система существовала в Венецианской республике, также проводят параллели с Соединёнными Штатами Америки времён президентства Джорджа Вашингтона. Однако резким отличием шляхетской демократии от новоевропейской была её социальная база, состоявшая из класса шляхты (мелких землевладельцев), а не буржуа (бюргеров, мещан, горожан). «Права гражданина» шляхетской республики имели только шляхтичи.